# Sicyonis variabilis
Sicyonis variabilis är en havsanemonart som beskrevs av Oscar Henrik Carlgren 1921. Sicyonis variabilis ingår i släktet Sicyonis och familjen Actinostolidae. Inga underarter finns listade i Catalogue of Life.